# Cubena
Cubena là một chi bướm đêm thuộc họ Noctuidae.